# جوردان سيبرت
جوردان سيبرت (بالإنجليزية: Jordan Sibert)‏ مواليد 1 أغسطس 1992 في سينسيناتي، هو لاعب كرة سلة أمريكي. بدأ مسيرته الاحترافية في سنة 2015. يحمل الرقم 18. يبلغ طوله 6 قدم 4 بوصة (1.9 م). لعب مع إري بايهوكس في دوري الرابطة الوطنية لفئة التطوير.

## روابط خارجية
- جوردان سيبرت على موقع إن بي أي (الإنجليزية)
- جوردان سيبرت على موقع سبورتس رفرنس (الإنجليزية)
- جوردان سيبرت على موقع كرة السلة الأوروبية.كوم (الإنجليزية)
- جوردان سيبرت على موقع DraftExpress.com (الإنجليزية)
- جوردان سيبرت على موقع كلية كرة السلة في سبورتس رفرنس.كوم (الإنجليزية)
- جوردان سيبرت على موقع ريلجم (الإنجليزية)
- جوردان سيبرت على موقع بروبوليرز (الإنجليزية)
- جوردان سيبرت على موقع سبورتس رفرنس (الإنجليزية)
- جوردان سيبرت على موقع سبورتس رفرنس (الإنجليزية)